# Cixius intermedia
Cixius intermedia är en insektsart som beskrevs av Scott 1870. Cixius intermedia ingår i släktet Cixius och familjen kilstritar. Inga underarter finns listade i Catalogue of Life.